# Scott Meyers
Scott Meyers (ur. 9 kwietnia 1959) – specjalista od języka C++, autor kilku popularnych książek poświęconych programowaniu obiektowemu w C++. Posiada tytuł magistra nadany przez Uniwersytet Stanforda oraz doktora (Ph.D.) nadany przez Uniwersytet Browna.

## Publikacje
- Scott Douglas Meyers, Effective C++: 55 Specific Ways to Improve Your Programs and Designs, 3rd Edition, wyd. 3rd ed, Upper Saddle River, NJ: Addison-Wesley, 2005, ISBN 0-321-33487-6, OCLC 60425273. Brak numerów stron w książce
- More Effective C++: 35 New Ways to Improve Your Programs and Designs (1995) ISBN 0-201-63371-X.
- Scott Douglas Meyers, Effective STL: 50 Specific Ways to Improve Your Use of the Standard Template Library, Boston: Addison-Wesley, 2001, ISBN 0-201-74962-9, OCLC 46713127. Brak numerów stron w książce

Z czego po polsku wydano:
- C++. 50 efektywnych sposobów na udoskonalenie Twoich programów (2003) ISBN 83-7361-345-5.
- Scott Meyers, Język C++ bardziej efektywny, Jowita Koncewicz-Krzemień (tłum.), Warszawa: Wydawnictwa Naukowo-Techniczne, 1998, ISBN 83-204-2307-4, OCLC 316561097. Brak numerów stron w książce
- Scott Meyers, STL w praktyce. 50 sposobów efektywnego wykorzystania, Adam Majczak (tłum.), Wojciech Moch (tłum.), Gliwice: Helion, 2004, ISBN 83-7361-373-0, OCLC 749422484. Brak numerów stron w książce